# Serozem
Le serozem ou sol gris (du russe : Серозём), désigne un sol léger, meuble, calcaire avec un profil indifférencié. 
La roche mère est le loam. Distribué en Eurasie, Amérique du Nord, Amérique du Sud, il s'agit d'un type de sol zonal dans les steppes désertiques (semi-déserts) de la zone subtropicale. En Russie, ils sont situés principalement dans le sud-est de la partie européenne de la Russie (Moyen et Sud Trans-Volga, région d'Astrakhan). Formé sous des steppes sèches. Ils ont besoin de suffisamment de chaleur et d'humidité. Teneur en humus : jusqu'à 4%; couche d'humus, jusqu'à 50 cm. Afin d'améliorer l'état des sols gris, il est nécessaire d'appliquer des engrais minéraux. 